# Chetogena gracilis
Chetogena gracilis là một loài ruồi trong họ Tachinidae.